# AN/ARC-164

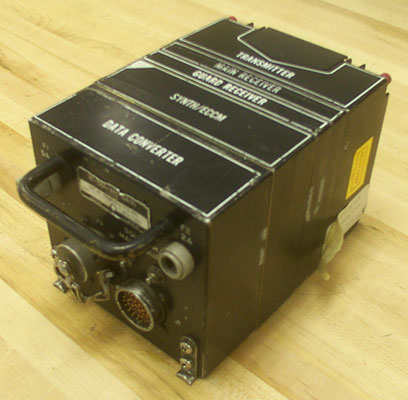
ARC-164 Ресивер/Трансмиттер (RT-1504)

AN/ARC-164 — авиационная УКВ радиостанция США. Принята на вооружение в 1974 году. Использовалась на самолётах B-52G/H, B-1B, C-26 Metroliner, KC-135, C-23, C-130, C-141, F-15, F-16 и вертолётах UH-1D, CH-47, H-53, H-60. ARC-164 выпускались серийно Magnavox Co. в Форт-Уэйне, Индиана.

## Основные технические характеристики
- Диапазон рабочих частот: 225—399.975 MHz
- Мощность: 10 Вт
- Точность настройки: 2,4 кГц
- Возможность мониторинга канала Military Air Distress  на частоте 243 МГц одновременно с приемом любой другой частоты.
- Среднее время наработки на отказ (не более): 1000 часов
- Варианты установки - удаленная (с выносным пультом управления для установки в панель) и панельная (когда весь прибор установлен в панель).
- Количество изготовленных станций: более 60000 за 20 лет.

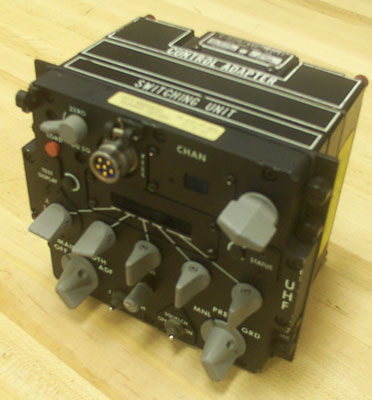
ARC-164 Контрольная панель (C-11719)

- Габариты: 12,7 х 12,7 х 19,3 см